# Shālkū
Shālkū (persiska: شالکو) är en del av en befolkad plats i Iran.   Den ligger i provinsen Gilan, i den nordvästra delen av landet, 240 km nordväst om huvudstaden Teheran. Antalet invånare är 683.
Terrängen runt Shālkū är platt, och sluttar norrut. Runt Shālkū är det tätbefolkat, med 659 invånare per kvadratkilometer. Närmaste större samhälle är Rasht, 3,7 km sydväst om Shālkū. Runt Shālkū är det i huvudsak tätbebyggt.